# Ergee
Ergee ist eine deutsche Bekleidungsmarke. Sie wurde 1901 in Gelenau im Erzgebirge als Strumpffabrik gegründet, 2008 ging das Unternehmen insolvent. Seit 2009 gehört die Marke zum Modekonzern KiK.
Der Name Ergee ist ein Akronym für „Edwin Rössler, GElenau / Erzgebirge“.

## Geschichte

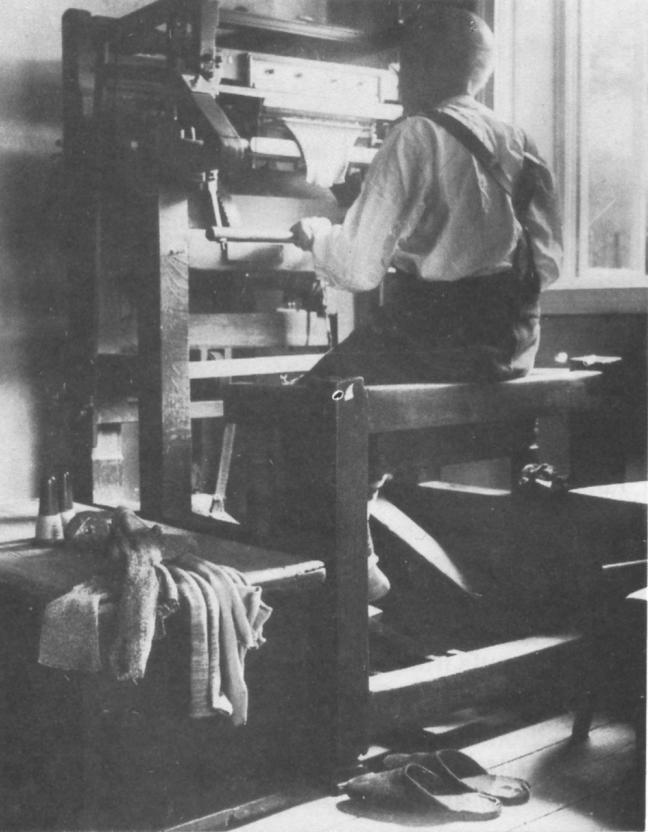
Edwin Rössler, Gründer von Ergee, am Handkulierstuhl, Aufnahmedatum unbekannt

Ergee wurde 1901 in Gelenau, damals Königreich Sachsen, von Edwin Rössler gegründet. 1910 beschäftigte das Unternehmen 30 Mitarbeiter und produzierte etwa 2000 Kindersocken pro Tag. Während des Ersten Weltkrieges wurde Kriegsbedarf hergestellt. So wurden Socken aus Papiergarn produziert. In der Folge wuchs Ergee weiter und war in den kommenden Jahren in Deutschland marktführend. 1920 wurde ein neues Fabriksgebäude in Gelenau errichtet. Der erste Zweitbetrieb von Ergee wurde 1927 im sächsischen Falkenbach eröffnet, womit Ergee 1928 erstmals über 200 Mitarbeiter beschäftigte. 1938 wurde Ergee Weltmarktführer bei der Erzeugung von Kindersocken, die in 60 Länder exportiert wurden. Die Jahresproduktion lag bei etwa 20 Millionen Paar Kinderstrümpfen. Während eines Luftangriffes im Zweiten Weltkrieg wurde das Werk in Gelenau stark beschädigt. 
Im Jahr 1949 wurden die Betriebe in Gelenau und Falkenbach zu Volkseigenen Betrieben erklärt. Deshalb gründeten am 30. Juli 1949 Emil und Werner Rössler die ERGEE mit einer Strumpffabrik im hessischen Neustadt ein zweites Mal, es kamen moderne Cottonstrick-Maschinen aus den USA zum Einsatz. Die Fabrik wurde 1971 durch einen Großbrand beschädigt. 1950 eröffnete eine zweite Fabrik für Kinderstrümpfe im bayerischen Sonthofen. An den beiden Standorten produzierten 1951 etwa 1300 Mitarbeiter 2,5 Millionen Paar Damenfeinstrümpfe. Bekannte Filmstars wie Hildegard Knef oder Romy Schneider machten die Strumpfmarke weiter bekannt.

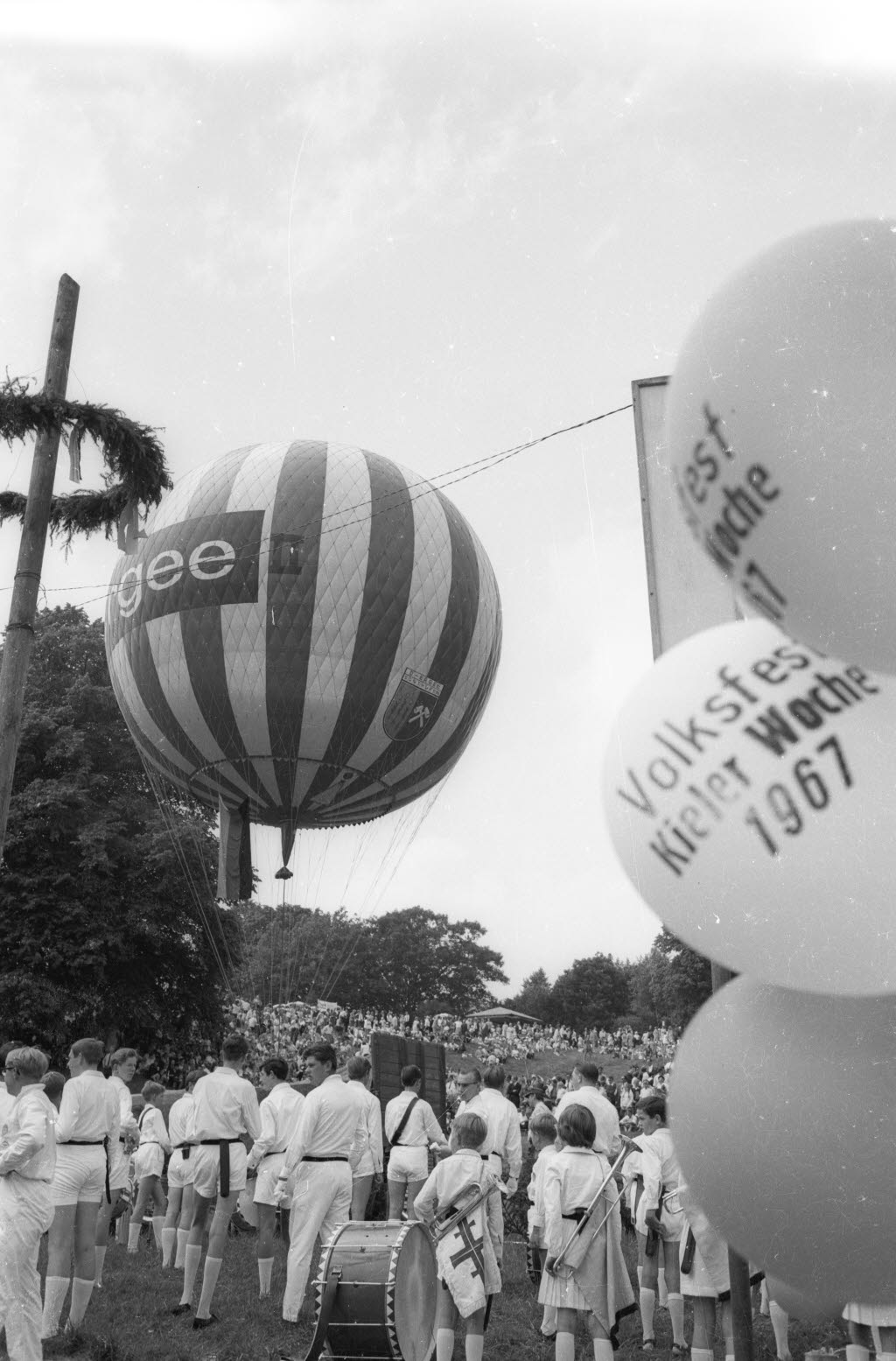
Ein Ergee-Werbeballon auf dem Volksfest Krusenkoppel zur Kieler Woche 1967

Anfang der 1960er Jahre wuchs die Belegschaft auf 2400 Mitarbeiter. 1960 schlossen sich Ergee und die österreichische Strickhandschuhfabrik Michael Lohs KG zur österreichischen Tochterfirma Ergee-Textilwerke Schrems GmbH zusammen, Klaus Walther und Gertraud Moeckl bauten als Geschäftsführer die Fertigungsstätte für Damenstrümpfe, Kindermode, Handschuhe, Mützen und Schals auf. In Schrems und später auch Zwettl arbeiteten bis zu 1000 Menschen für Ergee. Mit der Entwicklung der Ergolan-Faser baute Ergee auch eine Produktion für Herrensocken auf. Es wurden noch weitere Textilmaterialien entwickelt, etwa Ergee-schwebeweich, eine Mischung aus Schurwolle und Polyamidfaser. Im Sponsorbereich trat Ergee als Ausrüster auf, wie beispielsweise bei einer schwäbischen Himalaya-Expedition, die 1977 den Lhotse bestieg. 1979 war das Unternehmen offizieller Ausrüster der österreichischen Skiteams. 1987 war Ergee Ausstatter der Nordischen Ski-WM in Oberstdorf. In den 1990er Jahren verfügte Ergee über Produktionsbetriebe in Deutschland, Frankreich, Malaysia, Österreich und der Schweiz und beschäftigte etwa 5.300 Mitarbeiter. In den Folgejahren wurde einerseits an neuen Fasern geforscht, andererseits auch wieder auf Naturfaser gesetzt. 
1994 geriet das einstige Erfolgsunternehmen in finanzielle Schwierigkeiten. Der Konzernhauptsitz und die Produktion wurden von Sonthofen nach Schrems verlegt, der Sonthofener Standort wurde in die Ergee Vertriebs-GmbH umgewandelt. Am 31. Mai 1995 schloss das Werk in Neustadt, 1997 musste schließlich auch das österreichische Tochterunternehmen an die staatliche Finanzholding Bundesgesellschaft für industriepolitische Maßnahmen (GBI) verkauft werden. Im Jahr 2001 kaufte der deutsche Strumpferzeuger Vatter das Unternehmen. 2007 machte es einen Umsatz von 44,5 Millionen Euro. Anfang 2008 wurde die Produktion in das Werk Loana im tschechischen Rožnov verlagert. Die Suche nach einem neuen Investor blieb erfolglos, so dass das Unternehmen im November 2008 Konkurs anmelden musste. Zum Zeitpunkt der Insolvenzmeldung waren nur noch 197 Mitarbeiter beschäftigt.
2009 übernahm der deutsche Textil-Discounter KiK die Marke und das Fertigwarenlager für drei Millionen Euro von der Vatter-Gruppe aus wandelte sie in eine Eigenmarke um; die Produktion findet seitdem nicht mehr in Europa statt. Das Unternehmen siba übernahm den ehemaligen Ergee-Werksverkauf im Oberallgäu.
Die Eisschnellläuferin Anni Friesinger ist seit Juni 2015 neue Markenbotschafterin für Ergee.